# Gösseldorf (Ansbach)
Gösseldorf (fränkisch: „Gesldorf“) ist ein Gemeindeteil der kreisfreien Stadt Ansbach (Mittelfranken, Bayern). Gösseldorf liegt in der Gemarkung Brodswinden.

## Geografie
Südöstlich des Dorfes liegt das Brachfeld, 0,5 km südlich das Buckfeld, nordwestlich beginnt das Schellenholz. Unmittelbar südlich vom Ort verläuft die Bundesautobahn 6, unmittelbar westlich verläuft die Bahnstrecke Treuchtlingen–Würzburg. Eine Gemeindeverbindungsstraße führt nach Wolfartswinden (0,5 km südöstlich) bzw. nach Winterschneidbach zur Kreisstraße ANs 1 (1,2 km südwestlich). Eine weitere Gemeindeverbindungsstraße führt ebenfalls zur ANs 1 (0,8 km südlich).

## Geschichte
Der Ort wurde im Jahr 1342 mit dem Namen „Gostelndorf“ erstmals urkundlich erwähnt. Es gibt zwei Deutungsversuche:
- Die Ableitung vom deutschen Personennamen Gozilo, wobei der Wechsel von z nach st sprachwissenschaftlich abwegig ist
- die Ableitung vom slawischen Personennamen Gostilo, womit es eine Wendensiedlung sein könnte. Dagegen spricht aber, dass der Ort noch nicht einmal zu Zeiten des Testamentes von Wolfram von Dornberg (1288) existiert hat, die Wendensiedlungen rund um Ansbach aber im 10. Jahrhundert angelegt wurden. Denkbar wäre aber, dass Gösseldorf eine Tochtersiedlung des benachbarten Wolfartswinden ist.[2]

Im Jahre 1352 übergaben Ludwig von Eyb und dessen Frau Adelheid dem Kloster Heilsbronn zwei Güter in Gösseldorf. 1399 verkaufte Apel von Seckendorff dem Gumbertusstift ein Söldengut in Gösseldorf.
Im 16-Punkte-Bericht des brandenburg-ansbachischen Hauses und Schlosses Triesdorf aus dem Jahr 1616 wurden für Gösseldorf 2 Mannschaften angegeben. Die Mannschaften der anderen Grundherren wurden nicht aufgelistet. Im 16-Punkte-Bericht des Oberamtes Ansbach von 1684 wurde vermerkt, dass Gösseldorf mit Wolfartswinden eine Gemeinde bildet.
Gegen Ende des 18. Jahrhunderts gab es in Gösseldorf 10 Anwesen und ein Gemeindehirtenhaus. Das Hochgericht übte das brandenburg-ansbachische Hofkastenamt Ansbach aus. Die Dorf- und Gemeindeherrschaft hatte das Stiftsamt Ansbach. Alle Anwesen hatten das Fürstentum Ansbach als Grundherrn (Stiftsamt Ansbach: 3 Halbhöfe, 1 Viertelhof, 1 Gut, 3 Gütlein, 1 Söldengut; Ansbacher Rat: 1 Söldengut). Es gab 12 Untertansfamilien. Von 1797 bis 1808 unterstand der Ort dem Justiz- und Kammeramt Ansbach.
Im Rahmen des Gemeindeedikts wurde Gösseldorf dem 1808 gebildeten Steuerdistrikt Brodswinden und der 1811 gegründeten Ruralgemeinde Brodswinden zugeordnet. Diese wurde am 1. Juli 1972 im Zuge der Gebietsreform in Bayern in die Stadt Ansbach eingegliedert.

## Einwohnerentwicklung
| Jahr      | 001818 | 001840 | 001861 | 001871 | 001885 | 001900 | 001925 | 001950 | 001961 | 001970 | 001987 |
| Einwohner | 71     | 62     | 65     | 78     | 83     | 77     | 76     | 120    | 94     | 72     | 75     |
| Häuser    | 11     | 14     |        |        | 15     | 15     | 15     | 17     | 18     |        | 24     |
| Quelle    | [ 16 ] | [ 17 ] | [ 18 ] | [ 19 ] | [ 20 ] | [ 21 ] | [ 22 ] | [ 23 ] | [ 24 ] | [ 25 ] | [ 1 ]  |

## Religion
Der Ort ist seit der Reformation evangelisch-lutherisch geprägt und bis heute nach St. Bartholomäus (Brodswinden) gepfarrt. Die Einwohner römisch-katholischer Konfession waren ursprünglich nach St. Ludwig (Ansbach) gepfarrt, heute ist die Pfarrei St. Nikolaus (Burgoberbach) zuständig.